# Exército do Príncipe Leopoldo da Bavaria
O Agrupamento do Exército do Príncipe Leopold, da Baviera (em alemão: Destacamento Prinz Leopold von Bayern) foi um Grupo do Exército do Exército alemão, que operava contra a Rússia, entre 5 de agosto de 1915 a 15 de dezembro de 1917, durante a I Guerra Mundial. Teve seu nome mudado para Grupo do Exército Woyrsch em 29 de agosto de 1916.

## 1915 - 1917
Este Grupo do Exército foi criado em agosto de 1915, após a conquista de Varsóvia pela 9 divisão de Exército sob o comando do Príncipe Leopoldo, da Baviera.  
Ela foi composta por 9o Exército e um Destacamento do Exército. Quando o 9o Exército foi dissolvido em julho de 1916 para ser reformado nos Balcãs, o Grupo de Exército manteve-se ativo, mas agora sob o comando de von Woyrsch, porque o Príncipe Leopoldo, da Baviera, tornou-se comandante Supremo da Frente Oriental.
O Grupo de Exército foi finalmente dissolvido em 15 de dezembro de 1917.

### Composição
- Alemão 9o Exército (Príncipe Leopold de Baviera) (até julho de 1916)
- Alemão Destacamento do Exército Woyrsch (Remus von Woyrsch)